# LOL (GFriend)
LOL è il primo album in studio del girl group sudcoreano GFriend, pubblicato l'11 luglio 2016.

## Tracce
1. Intro – 1:06
2. Fall in Love (물들어요?, MuldeureoyoLR, lit. Dyed) – 3:18
3. Navillera (너 그리고 나?, Neo Geurigo NaLR, lit. You and I) – 3:14
4. LOL – 3:30
5. Distance (한 뼘?, Han PpyeomLR) – 3:37
6. Water Flower (물꽃놀이?, MulkkonnoriLR) – 3:41
7. Mermaid – 3:27
8. Sunshine (나의 일기장?, Naui IlgijangLR, lit. My Diary) – 3:31
9. Compass (나침반?, NachimbanLR) – 3:30
10. Click (찰칵?, ChalkakLR) – 3:18
11. Gone with the Wind (바람에 날려?, Barame NallyeoLR) – 3:50
12. Navillera (Instrumental) – 3:14

## Classifiche

### Classifiche settimanali
| Classifica (2016) | Posizione massima |
| ----------------- | ----------------- |
| Corea del Sud     | 3                 |

### Classifiche di fine anno
| Classifica (2016) | Posizione |
| ----------------- | --------- |
| Corea del Sud     | 45        |